# Spartaco Beragnoli
Spartaco Beragnoli (Larciano, 23 giugno 1920 – Pistoia, 14 novembre 2002) è stato un politico italiano.

## Biografia
Al momento dell'armistizio si trovava in Albania, a Elbasan, soldato della Divisione di Fanteria "Cremona". Catturato dai tedeschi, Beragnoli fu deportato in Germania. Giunto a destinazione dopo un mese di viaggio, al soldato fu offerta la possibilità di rientrare in Italia; la condizione era che aderisse alla neo costituita RSI. Il giovane rifiutò e fu così rinchiuso nello Stammlager II E di Schwerin e impiegato nei lavori forzati.
Tornato in Italia il 7 settembre 1945, Beragnoli militò nel PCI, per il quale fu eletto deputato nella IV e nella V legislatura, restando in carica dal 1963 al 1972. 
Non condividendo la Svolta della Bolognina, nel 1991 passò al Partito della Rifondazione Comunista.